# Bronisław Karol Sikorski
Bronisław Karol Sikorski (ur. 17 listopada 1880 w Rohatynie, zm. 9 października 1934 w Tuchowie) – generał brygady Wojska Polskiego, doktor prawa.

## Życiorys
Urodził się w rodzinie Felika i Emilli z Hertrichów. Kształcił się we Lwowie, gdzie ukończył gimnazjum klasyczne i studia prawnicze. W czasie studiów działał w organizacjach niepodległościowych. W latach 1901–1902 odbył jednoroczną ochotniczą służbę wojskową w Styryjskim Pułku Piechoty Nr 27 w Lublanie. Na stopień kadeta został mianowany ze starszeństwem z 1 stycznia 1904 w korpusie oficerów rezerwy piechoty i otrzymał przydział w rezerwie do Galicyjskiego Pułku Piechoty Nr 55 w Tarnopolu. W 1911 został przeniesiony w rezerwie do 35 Pułku Piechoty Obrony Krajowej w Złoczowie.
5 maja 1915 przeniesiony został do Audytoriatu Legionów Polskich i przydzielony do II Brygady. W kwietniu 1917 był audytorem w Sądzie Polowym Polskiego Korpusu Posiłkowego. W lutym 1918 pod Rarańczą przeszedł linię frontu austriacko-rosyjskiego i dołączył do II Korpusu Polskiego w Rosji. Po rozwiązaniu Korpusu działał w organizacjach niepodległościowych i wojskowych.
1 listopada 1919 przyjęty został do Wojska Polskiego i przydzielony do Departamentu Prawno-Wojskowego Ministerstwa Spraw Wojskowych, w którym zajmował stanowiska: referenta, naczelnika Wydziału Sądowego i szefa Sekcji I Organizacyjno Sądowej. 10 marca 1920, po reorganizacji ministerstwa, powołany został na stanowisko szefa Sekcji I Organizacyjno Sądowej Oddziału VI Prawnego. 22 sierpnia 1921 wyznaczony został na stanowisko zastępcy szefa Departamentu X Sprawiedliwości MSWojsk. 6 października 1923 mianowany został sędzią Najwyższego Sądu Wojskowego w Warszawie. Z dniem 31 grudnia 1930, na własną prośbę, został przeniesiony w stan spoczynku. Zmarł 9 października 1934 w Tuchowie. 13 października 1934 został pochowany na Cmentarzu Wojskowym na Powązkach (kwatera A15-7-10).
Bronisław Sikorski był żonaty z Barbarą Stanisławą ze Schwarzów. Miał dwoje dzieci.

## Awanse
- kadet (chorąży) rezerwy – 1 stycznia 1904[15]
- podporucznik rezerwy – 1 stycznia 1909[16][17]
- porucznik – 2 kwietnia 1915[18]
- pułkownik Korpusu Sądownictwa – zweryfikowany ze starszeństwem z dniem 1 czerwca 1919
- generał brygady – 16 marca 1927 ze starszeństwem z dniem 1 stycznia 1927 i 19. lokatą w korpusie generałów

## Ordery i odznaczenia
- Krzyż Oficerski Orderu Odrodzenia Polski
- Krzyż Niepodległości – 17 września 1932 „za pracę w dziele odzyskania niepodległości”[19]
- Krzyż Walecznych – dwukrotnie